# Tyche (geslacht)
Tyche is een geslacht van kreeftachtigen uit de klasse van de Malacostraca (hogere kreeftachtigen).

## Soort
- Tyche clarionensis Garth, 1958
- Tyche emarginata White, 1847
- Tyche galapagensis Garth, 1958
- Tyche lamellifrons Bell, 1836
- Tyche potiguara Garth, 1952
- Tyche sulae Von Prahl & Guhl, 1982